# Комсток, Бет
Элизабет «Бет» Комсток (родилась 30 августа 1960 года) — американский бизнес-руководитель. Была вице-председателем General Electric. Руководила дивизионом GE Business Innovations, который занимался созданием новых предприятий, развитием рынков и моделей обслуживания. Это подразделение включает GE Lighting, Current, GE Ventures & Licensing и GE Sales, marketing & communications.

## Образование
В 1982 году окончила колледж Уильяма и Мэри со степенью бакалавра наук в области биологии. Начала свою карьеру на местном телевидении в шт. Вирджиния, США.

## Карьера
Работала на каналах NBC, CBS и Turner Broadcasting.
В 2003 году была назначена первым директором по маркетингу GE за более чем 20 лет. На этом посту развивала экологическое направление (ecomagination) — инициативу, направленную улучшение воздействия на окружающую среду со стороны GE и ее клиентов.
С 2006 года была президентом Integrated Media в NBC Universal, курируя продажи рекламы, маркетинг и изучение рынков, а также руководила цифровыми проектами компании, в том числе Peacock Equity, приобретением iVillage.com, а также курировала развитие сервиса Hulu.
С 2008 по 2017 год занимала должность директора по маркетингу и сбыту GE.
Является членом совета директоров Nike и президентом-попечителем Смитсоновского музея дизайна

## Награды и отличия
В 2015 и 2016 гг. входила в список «100 самых влиятельных женщин мира» по версии Forbes.